# Dos Hermanas
Dos Hermanas település Spanyolországban, Sevilla tartományban. Dos Hermanas Sevilla, Los Palacios y Villafranca, Utrera, Alcalá de Guadaíra, Coria del Río, Gelves, La Puebla del Río és Palomares del Río községekkel határos. Lakosainak száma 140 430 fő (2024).

## Népesség
A település népessége az elmúlt években az alábbi módon változott:
| Lakosok száma | 7850 | 15 427 | 27 996 | 103 282 | 114 672 | 122 943 | 128 794 | 133 168 | 136 250 | 140 430 |
|               | 1900 | 1930   | 1960   | 2002    | 2006    | 2009    | 2012    | 2018    | 2021    | 2024    |